# Hammerteich (Gemeinde Lockenhaus)
Hammerteich (ungarisch Hámortó, Hámor és Tó) früher auch bekannt als Hammer-Teucht, ist eine Ortschaft und Katastralgemeinde der Gemeinde Lockenhaus im Bezirk Oberpullendorf im Burgenland.

## Geografie
Die aus den Dörfern Hammer und Teich bestehende Ortschaft befindet sich östlich der Burg Lockenhaus im Tal der Güns und wird von der Kirchschlager Straße durchquert.

## Geschichte
Der Ort gehörte wie das gesamte Burgenland bis 1920/21 zu Ungarn (Deutsch-Westungarn). Ab 1898 musste aufgrund der Magyarisierungspolitik der Regierung in Budapest der ungarische Ortsname Hámortó verwendet werden. Nach Ende des Ersten Weltkriegs wurde nach zähen Verhandlungen Deutsch-Westungarn in den Verträgen von St. Germain und Trianon 1919 Österreich zugesprochen. Seit 1921 gehört Hammerteich zum damals neu gegründeten Bundesland Burgenland (siehe auch Geschichte des Burgenlandes).
Am 1. Jänner 1971 wurde der Ort im Zuge des Gemeindestrukturverbesserungsgesetzes der burgenländischen Landesregierung mit den Ortschaften Glashütten bei Langeck, Hochstraß, Langeck im Burgenland und Lockenhaus zur neuen Gemeinde Lockenhaus zusammengelegt.
Laut Adressbuch von Österreich waren im Jahr 1938 in der Ortsgemeinde Hammer-Teucht ein Schnapsbrenner, ein Gastwirt, ein Holzhändler, ein Schneider und zwei Schuster ansässig. Weiters gab es beim Ort die Burgenländische Holzwarenfabrik, die auch ein Elektrizitätswerk betrieb.

## Siedlungsentwicklung
Zum Jahreswechsel 1979/1980 befanden sich in der Katastralgemeinde Hammerteich insgesamt 126 Bauflächen mit 69.116 m² und 153 Gärten auf 131.847 m², 1989/1990 gab es 164 Bauflächen. 1999/2000 war die Zahl der Bauflächen auf 234 angewachsen und 2009/2010 bestanden 212 Gebäude auf 474 Bauflächen.

## Bodennutzung
Die Katastralgemeinde ist landwirtschaftlich geprägt. 168 Hektar wurden zum Jahreswechsel 1979/1980 landwirtschaftlich genutzt und 704 Hektar waren forstwirtschaftlich geführte Waldflächen. 1999/2000 wurde auf 147 Hektar Landwirtschaft betrieben und 723 Hektar waren als forstwirtschaftlich genutzte Flächen ausgewiesen. Ende 2018 waren 104 Hektar als landwirtschaftliche Flächen genutzt und Forstwirtschaft wurde auf 733 Hektar betrieben. Die durchschnittliche Bodenklimazahl von Hammerteich beträgt 35,6 (Stand 2010).